# Abdallah Djaballah
Abdallah Saad Djaballah (né le 2 mai 1956 à Skikda) est un homme politique algérien.
Il est successivement fondateur du Mouvement de la renaissance islamique, du Mouvement pour la réforme nationale et du Front de la justice et du développement.

## Biographie
Militant islamiste dans les années 1970, il a longtemps subi des exactions du pouvoir algérien (emprisonné presque deux ans, victime de deux tentatives d'assassinat). Activiste influent, notamment dans les milieux universitaires de l'Est algérien, il est l'un des fondateurs de l'organisation Ennahda, mouvement qui prit le statut de parti politique (Mouvement de la renaissance islamique) en 1989 et duquel il a été évincé en 1998 par une faction dominante au sein du parti menée par Lahbib Adami. Ce qui le poussa à créer un autre parti, le Mouvement pour la réforme nationale Al Islah où il sera à nouveau évincé par Djahid Younsi le secrétaire général de la dite formation. Les deux partis ont vécu des défaites électorales sévères après le départ de Djaballah (trois sièges seulement pour El islah en 2007, alors qu'il a occupé 43 sous la présidence de Djaballah).
Djaballah adopte une vision proche des Frères musulmans mais affirme l'indépendance de son mouvement.
Il s'est présenté aux élections présidentielles à deux reprises, en 1999 et en 2004. en 1999, il s'est retiré de la course avec d’autres candidats juste avant la tenue des élections. Lors des élections de 2004, il est arrivé troisième avec un score de 4,8%.
Le 30 juillet 2011, Djaballah annonce dans un rassemblement populaire la création d'un nouveau parti politique nommé le Front de la justice et du développement (El-Adala). Le 10 février 2012, le parti El-Adala a tenu son congrès constitutif a Alger avec la présence de plus de 10000 sympathisants. Lors du congrès du  3 février 2018, en présence cette fois de 800 participants, il est reconduit président du mouvement pour un mandat de cinq ans.

## Prise de positions
Il déclare à plusieurs reprises que les lois algériennes doivent s'inspirer du Coran et de la Sunna. 
En 2020, il se prononce contre le projet de réforme constitutionnelle initié par Abdelmadjid Tebboune : d'une part il dénonce  « le danger que fait encourir la reconnaissance d'une autre langue à l'unité nationale » (il s'agit de la langue berbère), d'autre part il estime que « cette Constitution ne sert en vérité que le courant laïque éradicateur qui adopte la laïcité dans son acceptation française qui est pire que l'anglo-saxonne ».
Il déclare que « Yennayer est une pratique païenne, l’islam est venu pour combattre cette « Jahiliya » ». Et d’ajouter : « moi je ne crois qu’à deux fêtes, la fête de l’Aïd El Fitr et celle de l’Aïd El Adha ».
En juin 2021, dans le cadre de la campagne électorale pour les élections législatives algériennes de 2021, il suscite une polémique en déclarant  que « cinq mille citoyens français ont obtenu la nationalité algérienne durant le règne de l'ancien président Abdelaziz Bouteflika » sans citer aucune source pour valider ses propos.